# Tetragnatha demissa
Tetragnatha demissa là một loài nhện trong họ Tetragnathidae.
Loài này thuộc chi Tetragnatha. Tetragnatha demissa được miêu tả năm 1872 bởi L. Koch.